# Аккенсе
Аккенсе́ (каз. Аққеңсе) — село у складі Улитауського району Улитауської області Казахстану. Входить до складу Мийбулацького сільського округу.
Населення — 176 осіб (2021; 205 у 2009, 341 у 1999, 244 у 1989).
Національний склад станом на 1989 рік:
- казахи — 100 %.